# Ambassadsekreterare
Ambassadsekreterare är en titel för en underordnad diplomat som självständigt handlägger ärenden vid ambassad eller annan form av beskickning. Arbetsuppgifterna kan avse politisk och ekonomisk rapportering, konsulära uppgifter eller administrativa ärenden.
Vid beskickningschefens frånvaro kan ambassadsekreterare tillfälligt utses till chargé d'affaires ad interim. Som del av sitt lands utrikesrepresentation omfattas ambassadsekreterare av Wienkonventionen om diplomatiska relationer.
Ambassadsekreteraren är underställd beskickningschefen, och har lägre rang än ambassadråd men högre rang än attachéer. Det är vanligt att, i fallande rangordning, dela in titeln i första, andra respektive tredje ambassadsekreterare, med fallande rangordning.

## Svensk utrikesförvaltning
Inom svensk utrikesrepresentation används tre olika befattningar:
| Befattning              | Beskrivning                                 | Personalkategori | Befordransvillkor |
| ----------------------- | ------------------------------------------- | ---------------- | --- |
| 1:e ambassadsekreterare | Senior handläggare vid utlandsstationering. | Handläggare      | Seniora handläggare som visat prov på särskild skicklighet kan befordras till ambassadråd.                                        |
| 2:e ambassadsekreterare | Grundbefattning vid utlandsstationering.    | Handläggare      | På rekommendation av beskickningschefen, efter fem års anställning i handläggartjänst i utlandsmyndighet eller regeringskansliet. |
| 3:e ambassadsekreterare | Baspersonal vid svensk beskickning.         | Assistent        | Ingen befordransmöjlighet till övriga diplomattjänster.                                                                           |

Vid ett generalkonsulat motsvarans andre och tredjeambassadsekreterare av vicekonsul. Övriga handläggartitlar motsvaras av konsul.